# 30 أورانيا
أورانيا (أو 30 أورانيا وفق تسمية الكوكب الصغير) (بالإنجليزية: 30 Urania)‏ هو كويكب ضمن حزام الكويكبات؛ وهو الكويكب الثلاثون من حيث ترتيب الاكتشاف.
اكتشف جون راسل هند هذا الكويكب في الثاني والعشرين من يوليو سنة 1854؛ وأسماه أورانيا، على اسم إحدى الآلهة وفق الأساطير الإغريقية.